# Domène
Domène ist eine französische Gemeinde mit 6.777 Einwohnern (Stand: 1. Januar 2022) im Département Isère in der Region Auvergne-Rhône-Alpes. Sie gehört zum Arrondissement Grenoble. Die Einwohner heißen Domenois(es).

## Geographie

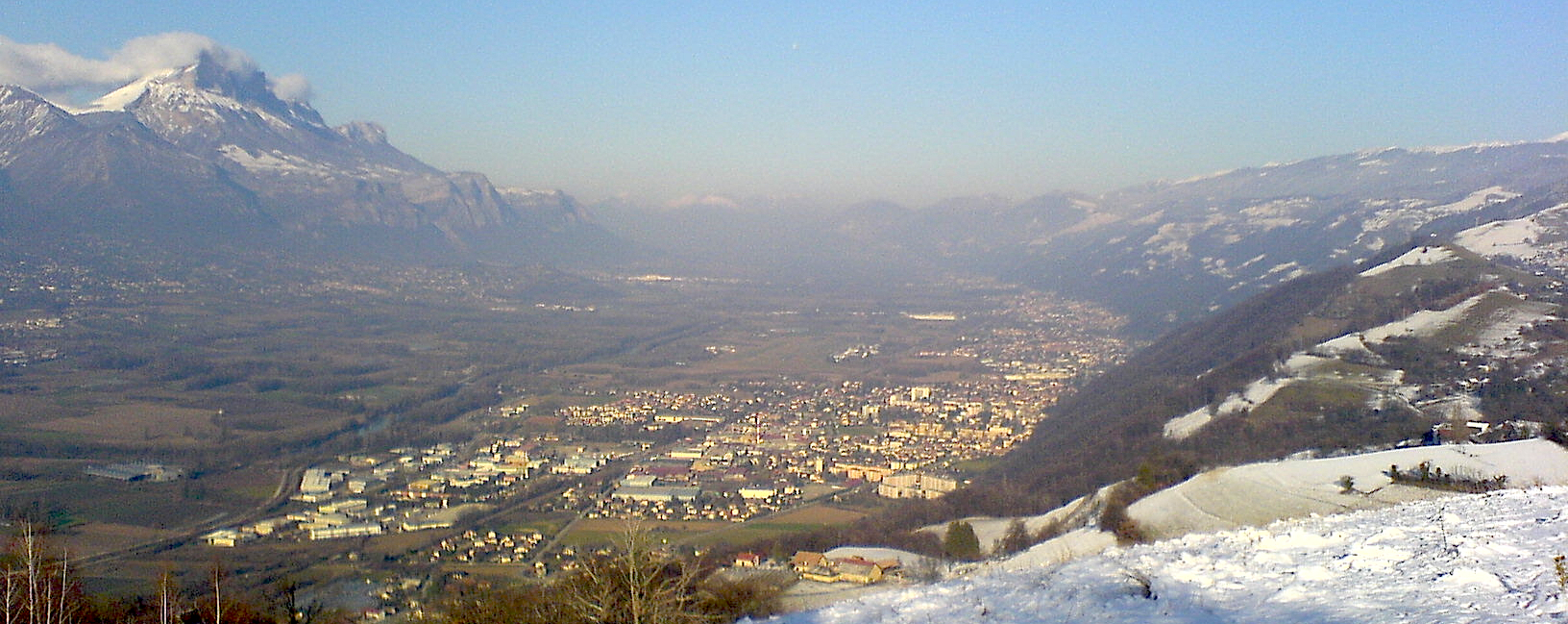
Blick auf Domène vom Venon

Domène liegt im Tal von Grésivaudan an der Isère, an der Flanke der Bergkette Belledonne und etwa zehn Kilometer nördlich von Grenoble.
Umgeben wird Domène von den Nachbargemeinden Saint-Ismier im Norden, Le Versoud im Nordosten, Saint-Jean-le-Vieux im Osten, Revel im Südosten, Murianette im Süden, Meylan im Westen und Montbonnot-Saint-Martin im Nordwesten.
Hier mündet das Flüsschen Doménon in die Isère.

## Bevölkerungsentwicklung
| Jahr                       | 1962 | 1968 | 1975 | 1982 | 1990 | 1999 | 2006 | 2018 |
| -------------------------- | ---- | ---- | ---- | ---- | ---- | ---- | ---- | ---- |
| Einwohner                  | 4372 | 4901 | 5297 | 5308 | 5775 | 6399 | 6544 | 6701 |
| Quellen: Cassini und INSEE |      |      |      |      |      |      |      |      |

## Gemeindepartnerschaften
Domène verbindet Partnerschaften mit der italienischen Gemeinde Vedano al Lambro in der Lombardei und mit der deutschen Gemeinde Mühlhausen-Ehingen in Baden-Württemberg.

## Persönlichkeiten
- Tancrède Bastet (1858–1942), Maler
- Marceau Pivert (1895–1958), Politiker
- Georges Gimel (1898–1962), Maler

## Sehenswürdigkeiten
|  |  |

- Ruinen des Benediktinerpriorats aus dem 11. Jahrhundert (Monument historique)
- Kirche Saint-Georges